# Détroit de Taïwan
Le détroit de Taïwan est un détroit de 358 km de longueur situé entre la Chine continentale et l'île de Taïwan (anciennement Formose). Il a une largeur de 139 km dans sa plus petite portion. Ce détroit fait partie de la mer de Chine méridionale et relie celle-ci à la mer de Chine orientale située au nord-est.
À l'ouest du détroit se trouve la province de Fujian, en Chine continentale. On y trouve l'archipel de Kinmen placé sous la souveraineté de la république de Chine et qui est compris dans la province taïwanaise du Fujian. Ces îles sont revendiquées par la république populaire de Chine, qui ne reconnaît pas l'indépendance de facto du régime taïwanais. À l'est se trouvent également les îles Pescadores, qui forment le comté de Penghu. Ce détroit est l'objet d'une exploitation par des pêcheurs.
Le détroit a été le théâtre de différentes confrontations militaires entre la république populaire de Chine et la république de Chine dans et depuis les derniers jours de la guerre civile chinoise, en 1949, quand les forces du Guomindang dirigées par Tchang Kaï-chek se réfugièrent sur l'île de Taïwan, en s'accrochant aux îles côtières de Kinmen (dans le détroit, près du continent) et Matsu (plus au nord, en mer de Chine orientale). La menace d'une intervention militaire des États-Unis a empêché la république populaire de Chine de tenter un débarquement sur ces îles. 
En 2009, l'affrontement militaire est passé et les îles côtières sont devenues des destinations touristiques. Leur valeur symbolique demeure. La république de Chine les inscrit dans sa province du Fujian. Elle est également inscrite, par la province du Fujian dans la liste de ses circonscriptions.
La république populaire de Chine conteste la libre circulation dans ce détroit, des marines d'autres pays y naviguent régulièrement malgré les protestations de la Chine continentale.
La rivière Jiulong se jette dans le détroit.

## Limites maritimes
Dans la 3e édtion de son document S-23 « Limites des océans et des mers » (1953, édition en cours), l'Organisation hydrographique internationale définissait la limite nord du détroit de Taïwan de la façon suivante :
- Au nord : depuis le Fugui Jiao (25° 17′ 53″ N, 121° 34′ 37″ E,  l'extrémité septentrionale de Taïwan, jusqu'à Niushan Dao ; depuis cette île une ligne jusqu'à l'extrémité méridionale de Pingtandao (Haitan Dao) (25° 23′ 50″ N, 119° 46′ 14″ E), de là en direction de l'ouest jusqu'à un point de la côte chinoise situé dans la province du Fujian par 25°24' de latitude nord et 119°39' de longitude est (25° 24′ 00″ N, 119° 39′ 00″ E)

Dans la 4e édition de son document S-23 « Limites des océans et des mers » (2002), l'Organisation hydrographique internationale proposait une limite méridionale au détroit de Taïwan et la définissait de la façon suivante: 
- Au sud : depuis l'Eluanbi, la pointe méridionale de Taïwan, (21° 53′ 49″ N, 120° 51′ 37″ E), une ligne en direction du nord-ouest, le long des bancs méridionaux de Nan'ao Dao puis jusqu'à la pointe sud-est de cette île (23° 23′ 34″ N, 117° 07′ 16″ E),  depuis cette position, le long de la côte méridionale de Nan'ao Dao jusqu'au Chiangshan Jiao (23° 25′ 43″ N, 116° 56′ 25″ E), l'extrémité occidentale de l'île, et de là jusqu'à l'embouchure de la Han Jiang (23° 23′ 14″ N, 116° 49′ 39″ E), sur la côte continentale de la  république populaire de Chine.